# ويليم كورستين
ويليم كورستين (ولد في 21 يناير 1975 في بوكستيل) هو لاعب كرة قدم هولندي محترف سابق لعب لاعب وسط أيسر.

## مهنة كرة القدم
لعب كورستين في هولندا مع إن إي سي نيميخن وفيتيسه آرنهم قبل أن يحصل على عرض للانتقال إلى ليدز يونايتد في الدوري الإنجليزي الممتاز. في هذه الفترة القصيرة من الوقت، أظهر كورستين أنه يتمتع بالسرعة والمهارة والقوة للتعامل مع كرة القدم الإنجليزية حيث سجل هدفين في مباراتين ضد إيفرتون، وديربي كاونتي. قررت ليدز متابعة انتقال دائم. قدم توتنهام هوتسبير أيضًا عرضًا في المنطقة بقيمة 1.5 مليون جنيه إسترليني للاعب والذي قبله.
بسبب الإصابة لم يظهر كورستين لأول مرة مع توتنهام حتى ديسمبر 1999، وشارك في تسع مباريات فقط في الدوري الممتاز في موسم 1999-2000.
في الموسم التالي خاض 14 مباراة في الدوري، وسجل هدفه الأول مع توتنهام في الهزيمة 3-1 أمام ليفربول على ملعب أنفيلد في أبريل 2001. في اليوم الأخير من الموسم، سجل هدفين رائعين في الفوز 3-1 على مانشستر يونايتد على ملعب وايت هارت لين. أثبتت المباراة أنها الأخيرة له كلاعب كرة قدم محترف. في أكتوبر 2001، وبسبب إصابات الفخذ المستمرة أُجبر على التقاعد عن عمر ناهز 26 عامًا.
عاد كورستين إلى ناديه السابق إن إي سي نيميخن كمدرب لأكاديمية كرة القدم التابعة لها. لعب 5 مباريات مع فريق الهواة الهولندي SCV '58 من فيلب في موسم 2002-2003 لكن الإصابات أجبرته على ترك الفريق في وقت مبكر من الموسم.
في مايو 2011 عاد كورستين إلى المباراة كلاعب لفريق الدوري الهولندي لكرة القدم الدرجة الثالثة أخيل 29. بعد فوزه بكأس المنطقة الشرقية، سجل كورستين الهدف الوحيد في نهائي كأس الهواة KNVB 2011 في 18 يونيو. تقاعد مرة أخرى وانضم إلى فريق أخيل كمدير مساعد لهم. استقال كورستين من أخيل في مارس 2012 وانضم إلى إن إي سي نيميخن كمدير مساعد لموسم 2012-13.